# Dancing in the Rain
„Dancing in the Rain” – singel hiszpańskiej wokalistki Ruth Lorenzo z albumu Planeta Azul, napisany przez nią samą, Jima Irvina i Juliana Emery’ego. Utwór został wydany 18 lutego 2014 w Hiszpanii w dystrybucji cyfrowej.
Singel reprezentował Hiszpanię podczas 59. Konkursu Piosenki Eurowizji w 2014 roku, zajmując ostatecznie 10. miejsce.

## Teledysk
Teledysk miał swoją premierę 14 marca 2014 roku, został wyreżyserowany przez Palomę Zapatę, a choreografią zajął się Myriam Benedicted. Klip został nakręcony w dziewiętnastowiecznej, barrcelońskiej przędzalnii, byłej fabryce Fabra i Coats.

## Lista utworów
Cyfrowa dystrybucja
1. „Dancing in the Rain” – 2:59
2. „Dancing in the Rain (Official Eurovision 2014 – Spain)” – 2:52

Cahill Remixes EP
1. „Dancing in the Rain (Cahill English Radio Mix)” – 3:37
2. „Dancing in the Rain (Cahill English Club Mix)” – 6:30
3. „Dancing in the Rain (Cahill Spanish & English Radio Mix)” – 3:37
4. „Dancing in the Rain (Cahill Spanish & English Club Mix)” – 6:30

## Notowania na listach przebojów
| Kraj       | Lista (2014     | Najwyższa pozycja |
| ---------- | --------------- | ----------------- |
| Hiszpania  | Top 50 Singles  | 5                 |
| Austria    | Singles Top 75  | 69                |
| Szwajcaria | Singles Top 75  | 69                |
| Irlandia   | Top 100 Singles | 75                |

## Wydanie
| Państwo         | Data             | Format              |
| --------------- | ---------------- | ------------------- |
| Hiszpania       | 18 lutego 2014   | dystrybucja cyfrowa |
| Wielka Brytania | 18 marca 2014    | dystrybucja cyfrowa |
| Hiszpania       | 29 kwietnia 2014 | CD single           |